# جائزة الولايات المتحدة الكبرى للدراجات النارية 1989
جائزة الولايات المتحدة الكبرى للدراجات النارية 1989 هو سباق دراجات نارية أقيم بتاريخ 16 أبريل 1989 في حلبة لاغونا سيكا. كان الجولة الثالثة من أصل 15 في سباق الجائزة الكبرى للدراجات النارية موسم 1989. فاز الأمريكي وين ريني بفئة 500 سي سي بينما جاء الأمريكي كيفن شوانتز في المركز الثاني وحصل على المركز الثالث الأمريكي إدي لوسون.

## وصلات خارجية
- الموقع الرسمي